# Батовиці
Батовиці (пол. Batowice) — село в Польщі, у гміні Зельонки Краківського повіту Малопольського воєводства.
Населення — 488 осіб (2011).
У 1975-1998 роках село належало до Краківського воєводства.

## Демографія
Демографічна структура станом на 31 березня 2011 року:
|          | Загалом | Допрацездатний вік | Працездатний вік | Постпрацездатний вік |
| -------- | ------- | ------------------ | ---------------- | -------------------- |
| Чоловіки | 227     | 25                 | 146              | 56                   |
| Жінки    | 261     | 38                 | 122              | 101                  |
| Разом    | 488     | 63                 | 268              | 157                  |